# Daniel Molina Martínez
Daniel Molina Martínez (Madrid, 15 de septiembre de 1974) es un deportista español que compite en triatlón adaptado. Ganó una medalla de oro en los Juegos Paralímpicos de París 2024, en la prueba PTS3.

## Palmarés internacional
| Juegos Paralímpicos | Juegos Paralímpicos | Juegos Paralímpicos | Juegos Paralímpicos |
| Año                 | Lugar               | Medalla             | Prueba              |
| ------------------- | ------------------- | ------------------- | ------------------- |
| 2024                | París (Francia)     | Medalla de oro      | PTS3                |